# Pål Alexander Kirkevold
Pål Alexander Kirkevold (født 10. november 1990) er en norsk professionel fodboldspiller, som spiller for Eliteserien-klubben HamKam.

## Klubkarriere

### Tidlige karriere
Efter at have været del af Molde FKs ungdomsakademi, skiftede Kirkevold i 2010 til HamKam, hvor han gjorde sin professionelle debut i august 2010.
Efter at have imponeret for HamKam i 2011 sæsonen, skiftede Kirkevold i december 2012 til Mjøndalen IF. Han spillede to sæsoner for MIF, hvor hans bedste var i 2013, hvor han scorede 17 sæsonmål.
Kirkevold skiftede i 2014 til Sandefjord. Han imponerede i sin debutsæson, hvor han endte som topscorer Norges førstedivision, og blev kåret som årets spiller i divisionen da Sandefjord vandt ligaen, og dermed sikrede sig oprykning til Eliteserien.

### Hobro IK
Kirkevold skiftede i august 2015 til den danske Superliga-klub Hobro IK på en fast aftale. I marts 2016 blev Kirkevold lejet tilbage til hjemlandet, da han skiftede til Sarpsborg 08 på leje for resten af sæsonen. Kirkevold vendte tilbage til Hobro halvlegs gennem 2016-17 sæsonen, og var del af holdet, som sikrede sig oprykning tilbage i Superligaen i sæsonen.
Kirkevold havde i 2017-18 sæsonen sin bedste i sin karriere. Han satte en ny rekord i Superligaen, da han scorede i 11 kampe i streg. Han sluttede sæsonen med 22 mål, og blev hermed topscorer i ligaen.

### Retur til Norge
Efter 134 kampe og 43 mål hos Hobro, vendte Kirkevold i juli 2021 hjem til Norge, da han skiftede til Stabæk.
Efter en halvsæson med Stabæk, så vendte Kirkevold tilbage til hvor det startede, da han skiftede til HamKam på en fri transfer.

## Landsholdskarriere
Kirkevold debuterede for Norges landshold den 11. november 2017. Dette ville dog blive hans eneste landsholdsoptræden.

## Titler
Sandefjord
- Norges førstedivision: 1 (2014)

Hobro IK
- 1. division: 1 (2016-17)

Individuelle
- Norges førstedivision Topsscorer: 1 (2014)
- Norges førstedivision Årets spiller: 1 (2014)
- Superligaen Topscorer: 1 (2017-18)